# Godzina
Godzina, skrót godz., oznaczenie h (ang. hour, łac. hora) – jednostka miary czasu, dwudziesta czwarta część doby, dwunasta część dnia lub nocy astronomicznej. Jedna godzina to 4 kwadranse, 60 minut lub 3600 sekund. Godzina nie jest jednostką układu SI, ale jest przez ten układ uznawana.
W języku potocznym godzina to także oznaczony czas zdarzenia w obrębie danej doby, tj. godzina i minuty razem. Np. północ, południe, kwadrans po piątej itp.

## Historia
Godzina, jako jednostka czasu, była z początku używana przez cywilizacje starożytności (między innymi Egiptu, Sumeru, Indii oraz Chin) jako dwunasta część okresu pomiędzy wschodem i zachodem słońca, lub jako 1/24 całego dnia. W obu przypadkach podział ten odzwierciedlał powszechne użycie dwunastkowego systemu jednostkowego. Znaczenie liczby „12” przypisywane jest liczbie corocznych cyklów księżyca, a także liczbie kości palców jednej ręki człowieka (3 w każdym z czterech palców. Znacząca jest tu możliwość policzenia 12 kości palców po kolei za pomocą kciuka). Ponadto bardzo powszechna jest tendencja do analogicznego zapisu danych (12 miesięcy, 12 znaków zodiaku, 12 godzin, tuzin).
Cywilizacji starożytnego Egiptu przypisuje się utworzenie podziału nocy na 12 części, jakkolwiek miał on wiele wersji na przestrzeni wieków. Astronomowie Średniego Państwa (9 i 10 dynastia), dzięki obserwacji gwiazd stworzyli podział najpierw na 36 części, a dopiero potem został on uproszczony do podziału na 24 części (używając 24 gwiazd, z których 12 wyznaczało okres nocy).
Wcześniejsze definicje godziny różniły się w obrębie następujących czynników:
- 1/12 czasu od wschodu do zachodu słońca. W konsekwencji godziny letniego dnia były dłuższe od zimowych, zależały od szerokości geograficznej, a nawet, w pewnym stopniu, od lokalnej pogody (wpływa na załamanie światła w atmosferze). Z tego powodu godziny te często nazywane są okresowymi, sezonowymi, lub nierównymi; tymi terminami posługiwali się Rzymianie, Grecy oraz Żydzi; podobnie nazywali je Chińczycy i Japończycy. Rzymianie i Grecy dzielili także noc na trzy cztery warty, lecz później również nastąpił podział na 12 części. Wieki później, gdy zegar wskazywał te godziny, jego okres musiał być zmieniany za każdym razem rano i wieczorem (na przykład za pomocą zmiany długości wahadła), lub musiał być ustawiony do słońca względem jego ekliptyki.
- 1/24 widocznego dnia słonecznego (pomiędzy południem jednego a drugiego dnia, lub pomiędzy wschodami słońca). Konsekwencją takiej rachuby była zmienna długość godzin, spowodowana zmienną długością widocznego dnia w ciągu roku. Zegar, skonstruowany pod kątem pokazywania tych godzin musiał być regulowany kilka razy w miesiącu.
- 1/24 średniego dnia słonecznego. Dobrze zbudowany zegar pokazujący te godziny praktycznie nigdy nie wymagał regulacji. Ta definicja jednak także przestała być aktualna ze względu na zmiany w ruchu wirowym Ziemi (patrz UTC).

## Liczenie godzin
Istnieją różne sposoby liczenia godzin.
- W kulturach starożytności i średniowiecza, w których podział na dzień i noc był dużo bardziej istotny niż jest w epoce powszechności sztucznego światła, liczenie godzin zaczynało się o wschodzie słońca. Tak więc świt wyznaczał początek pierwszej godziny, południe zaczynało się z szóstą godziną, a zachód kończył ostatnią, dwunastą. Oznaczało to, że długość godzin zależała od pory roku. Ten typ rachuby jest czasem określany, na astrolabiach i zegarach astronomicznych, mianem „Babilońskich” godzin. Ten system jest także używany w prawie żydowskim (Halacha) i żydowskich tekstach.
- Według tzw. włoskich godzin, pierwsza godzina zaczynała się o zachodzie słońca (lub z końcem zmierzchu, np. pół godziny po zachodzie słońca, zależnie od lokalnego zwyczaju). Godziny były numerowane od 1 do 24. Na przykład w Lugano słońce w grudniu wstawało o czternastej godzinie, a południe wypadało na godzinę dziewiętnastą. W czerwcu Słońce wstawało podczas siódmej godziny, a południe było o piętnastej. Zachód słońca przypadał zawsze na koniec dwudziestej czwartej godziny. Ten sposób liczenia godzin pozwalał każdemu łatwo stwierdzić, ile czasu zostało im do końca pracy bez użycia sztucznego światła. Był on powszechnie używany we Włoszech XIV wieku aż do połowy XVII wieku, a w niektórych regionach nawet do połowy XVIII w. Był także, do XVII wieku, używany w Polsce i na terenie dzisiejszych Czech. System „włoskich godzin” można obserwować na wielu zegarach we Włoszech, gdzie tarcza jest numerowana od 1 do 24 zarówno w rzymskich jak i w arabskich cyfrach. Przykładem może być sławny Zegar Świętego Marka.
- Średniowieczny islamski dzień zaczynał się o wschodzie słońca. Pierwsza dzienna modlitwa (فَجر fadżr ar. jutrzenka) miała być odmówiona pomiędzy świtem a wschodem słońca.
- W przypadku nowoczesnego zegara dwunastogodzinnego, liczenie godzin zaczyna się o północy, a potem znowu w południe. Godziny są numerowane: 12, 1, 2, ... 11. Słoneczne południe wypada o 12:00, z dokładnością do 15 minut. Podczas równonocy słońce wschodzi ok. 6 rano, a zachodzi ok. 6 po południu.
- W przypadku nowoczesnego zegara 24-godzinnego, liczenie godzin zaczyna się o północy. Godziny są numerowane od 0 do 23. Słoneczne południe przypada w przybliżeniu o 12:00, także z dokładnością do 15 minut. Podczas równonocy słońce wschodzi ok. 6:00, a zachodzi ok. 18:00.
- W pewnych zastosowaniach specjalnych, m.in. w przemyśle, w rachunku godziny przekracza się liczbę 24 ze względu na łatwość obliczeń, np. jeśli proces technologiczny został rozpoczęty o godz. 17:00 a zakończył się o 27:00 (3:00 następnego dnia), wtedy łatwo obliczyć, że trwał 10 godzin. Podobny sposób rachowania stosowany jest przy wyliczaniu rozkładów jazdy, również w odniesieniu do minut, np. autobus odjeżdża o 12:30, dojazd do celu zajmie mu 100 minut, zatem przyjazd do celu nastąpi o godzinie 12:130 = 14:10.